# ムキタケ
ムキタケ（剥茸、学名: Sarcomyxa edulis）は、旧ガマノホタケ科 ムキタケ属に属する中型から大型のキノコの一種。カタハ、カワムキ、カワハギキノコ、ノドヤキ、ノドヤケ、ハドコ、ハドコロ、フクロ、ボタヒラ、ムクダイ、ワカムキなど、さまざまな方言名で呼ばれている。和名の由来は、表皮下にゼラチン層があり、皮が容易に剥けることから名づけられている。晩秋のころになると、ブナやミズナラの枯れ木や倒木に重なり合って生える。傘は細かい毛でおおわれている。
従来はラッシタケ科ワサビタケ属とされ、Panellus serotinusの学名を与えられていたが、現在は新たに創設されたムキタケ属とされている。2014年、ムキタケは傘色が緑色タイプのS. serotinaと、2003年に中国で命名された黄色タイプのPanellus edulis Y.C. Dai, Niemelä & G.F. Qinが混同された名称であることが判明し、黄色タイプは学名をSarcomyxa edulis・和名をムキタケ、緑色タイプは学名をS. serotina・和名を「オソムキタケ」にすべきだという提案がなされた。

## 分布・生態
北半球の温帯以北に分布する。日本では、ブナやミズナラなどを主とした夏緑樹林（広葉樹林、雑木林）に普通に産する。ブナ帯では普通にあるが、関東地方ではほとんど見られない。
秋やや遅く晩秋にかけて（10 - 11月頃）、ブナ・コナラ・ミズナラ・シラカバ・ハンノキ・イタヤカエデ・トチノキなどの広葉樹の倒木や立ち枯れ木、切り株などに、多数が重なり合って群生する。木材の白色腐朽を起こす木材腐朽菌の一種で、腐朽力は強い。基本的に晩秋のキノコだが、稀に9月初旬の早い時期に発生することもある。

### 生活環など
交配系については、二種類の性別（便宜上「＋」・「－」で表現される）を持つ二極性である。成熟した担子胞子の内部には、ギムザ染色によって一個ずつの核が認められる。菌糸の生長はシイタケなどと比較して遅く、その至適温度は23℃付近にあり、子実体の形成は7-16℃で開始されるという。

## 形態
傘は半円形ないし腎臓形、あるいは扇形を呈し、長径5 - 15センチメートル (cm) 程度の大きさになり、大きいものでは傘の直径が20 cmに達する。その表面は粘性があり、淡黄色から淡黄褐色で細かい毛を密生し、表皮と肉との間にゼラチン質の層が存在するため、表皮は剥がれやすい。肉はほとんど白色でやわらかく、肉厚で、傷をつけても変色することはなく、においは温和、ほぼ無味またはかすかな苦味がある。ヒダは密生し、ほぼ白色、古くなるとクリーム色で、柄に垂生または直生するとされ、あるいは垂生しないとする文献もある。柄は太くて短く、長さは1 - 3 cm程度、しばしば痕跡的な場合もあり、傘の一端に偏ってつき、傘の表面と同様の黄褐色の微毛におおわれる。
胞子紋は白色を呈し、胞子はソーセージ状で無色・平滑、ヨウ素溶液で青黒く染まる性質（アミロイド性がある。側シスチジアは円柱形ないしこん棒形あるいは細長い紡錘形で、最初は薄壁であるが次第に厚壁となる。縁シスチジアは細い紡錘状で、多くは最後まで薄壁のままである。かさの表面にも、やや厚壁で無色ないし淡褐色のシスチジアが密生する。かさの表皮層は、互いに緊密に絡み合いながら匍匐した菌糸（やや厚壁で、淡黄色の内容物を含む）で構成され、表皮層とかさの肉との間には、ゼラチン層に埋もれた細い菌糸からなる離層が発達している。
- 立ち木に重生するムキタケ
- 断面

## 食材としての利用および人工栽培
風味にくせがなく収量もまとまりやすいため、山里では食用キノコとして広く利用されており、ネット通販などでも容易に購入可能である。また、人工栽培や品種改良の研究も昭和50年代から試みられており、シイタケやヒラタケほど一般的ではないものの、最近では本格的な商業ベースに乗りつつある。原木栽培用の種駒も市販されている。かつては、天然ナメコと並び、おいしいキノコとして高い評価を得ていた。
食用のキノコにしては珍しく、調理時に表皮を剥くことからムキタケという名がついた。表皮はなるべく剥いたほうが歯触りがよくなるといわれるが、表皮を剥かなくても構わない。湯がいて下処理をしてから、すまし汁やキノコ汁、けんちん汁などの汁物や煮物、鍋物にすると、出汁がよく出て、肉がやわらかく出汁を吸うのでよく合う。ほかに、すき焼き、鉄板焼き、煮込み、バター炒め、白和え、ホイル焼きなどにも利用できる。水分が多いため天ぷらには向かない。

## 類似種

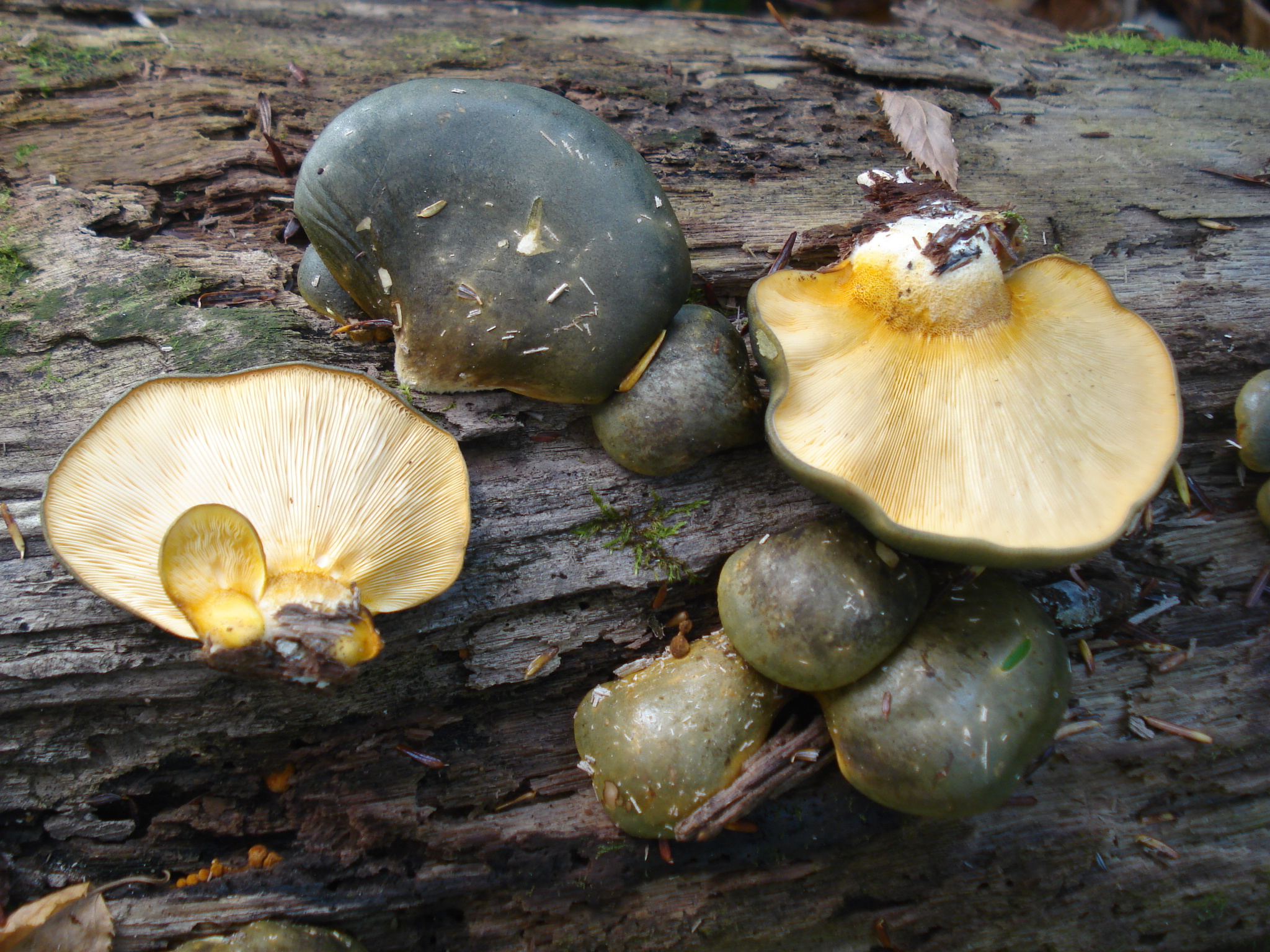
ムキタケと分離されたオソムキタケ。かさが緑色を帯びる

外観がよく似たものに、ツキヨタケやヒラタケがある。特にツキヨタケは毒キノコであり、しばしばこの両者が一本の枯れ木に混生する場合があるため、厳重な注意を要する。ツキヨタケは、新鮮な子実体のひだには弱い発光性があること、ひだと柄との境に、低い「つば」状の隆起を有することが多く、通常は柄の肉に黒いしみがあることなどの点でムキタケと異なる。また、ムキタケは半分に割っても、基部に黒いシミがなく発光しないことや、柄の断面に黒いシミがない。ムキタケの傘と柄の表面には微毛があり無柄だが、ムキタケでは微毛がなく短い柄がある。ヒラタケは、かさが黄色みを帯びることは少なく、その表面は滑らかで微毛を欠くことや、かさの表皮が剥がれにくいことなどで区別される。
またヒメムキタケ（Hohenbuehelia reniformis）は、ムキタケよりもはるかに小形で白っぽく、かさの表面に毛を持たない。キヒラタケ（Phyllotopsis nidulans）はかさが黄色を呈し、さらに毛でおおわれる点でムキタケによく似るが、ひだも明らかに黄色く、かさの表皮が剥がれず、異臭がするうえ肉質も強靭であるため食用には適さない。
傘の色が紫色から緑色の個体はムキタケよりもさらに遅い時期に発生し、別種でオソムキタケ（Sarcomyxa serotina）という食用キノコにすべきと主張されていたが、今日では認められている。